# Sal (rum)

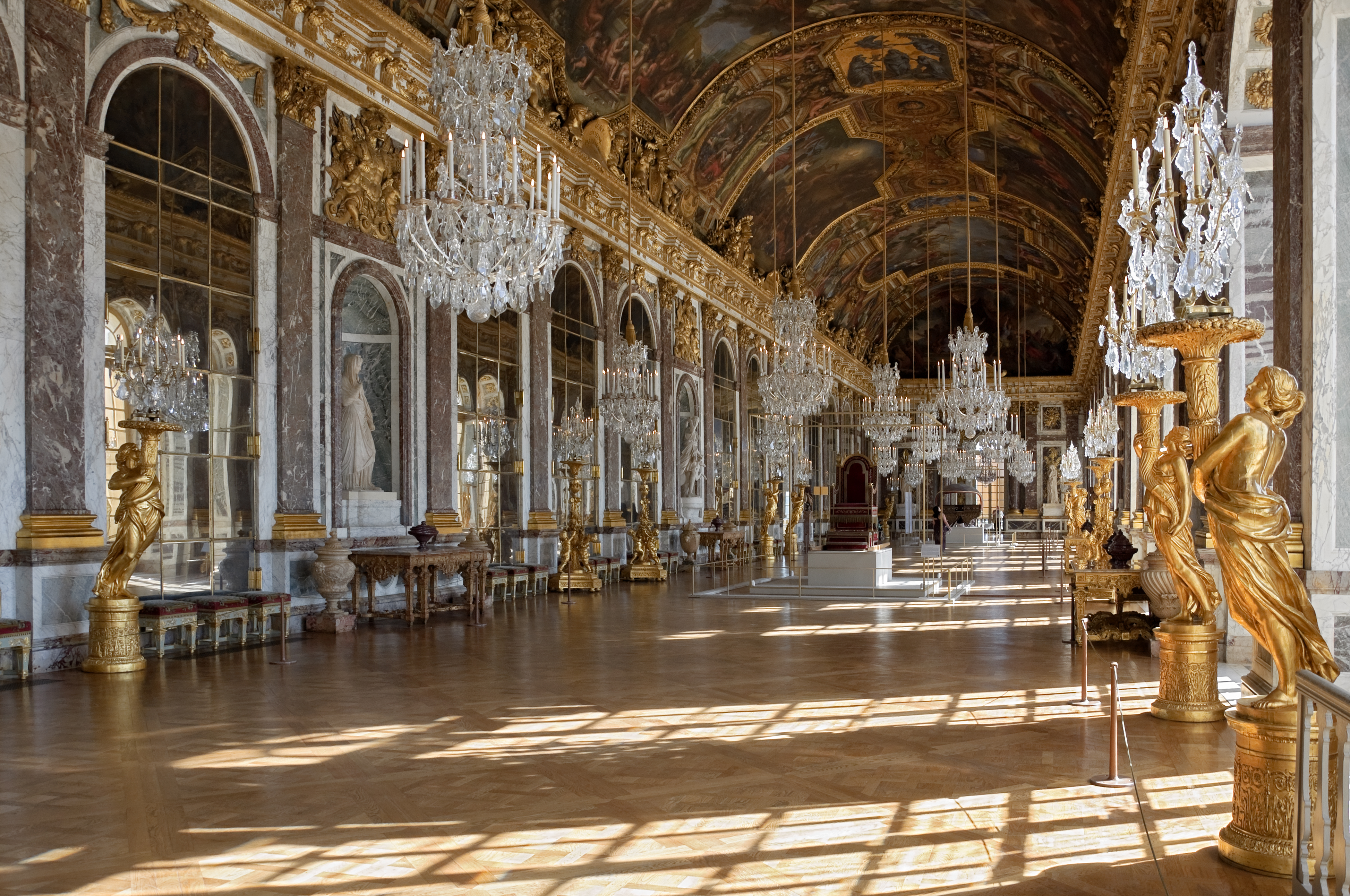
Spegelsalen i slottet i Versailles.

Sal, av franskans salle, "rum", avser ett stort rum, till exempel en matsal eller en hörsal.
I äldre hus på landsbygden i Sverige kallas vardagsrummet eller finrummet ibland för salen.